# Refuge de la Balme (Savoie)
Pour les articles homonymes, voir Refuge de la Balme.
Le refuge de la Balme ou refuge communal de la Balme est un refuge de montagne de France.

## Géographie
Il est situé en Savoie, sur la commune d'Aime-la-Plagne, dans le massif du Beaufortain, au pied de la Pierra Menta, de la pointe de Gargan, du Roignais, du mont Rosset et du roc de la Charbonnière. Il se situe sur le sentier menant aux cols du Grand Fond via le refuge de Presset, de Bresson ou du Mont-Rosset et faisant partie du GR 5 et du GRP Tour du Beaufortain.
La commune d'Aime-la-Plagne en est propriétaire.

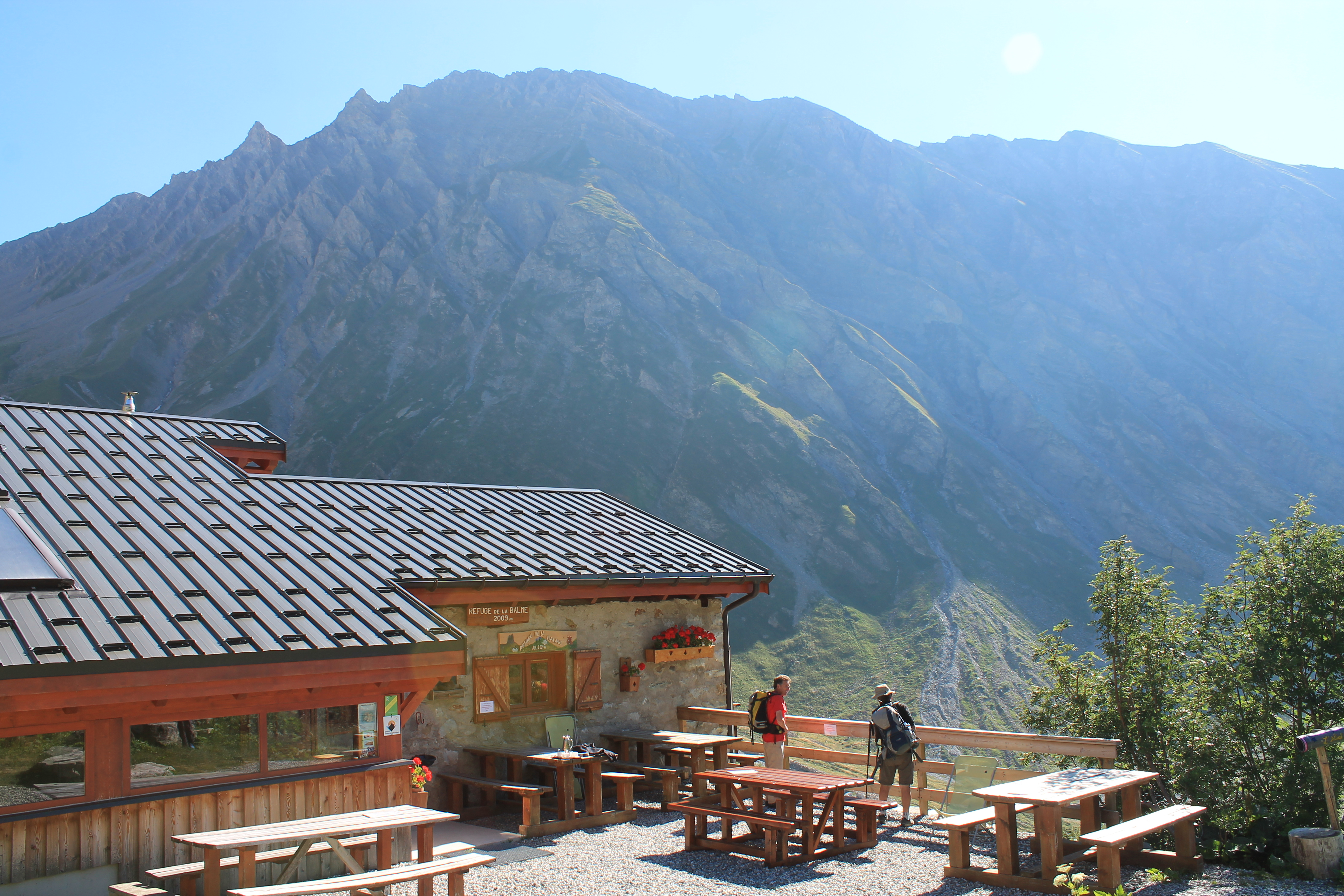
Le Roignais vu depuis le refuge de la Balme.

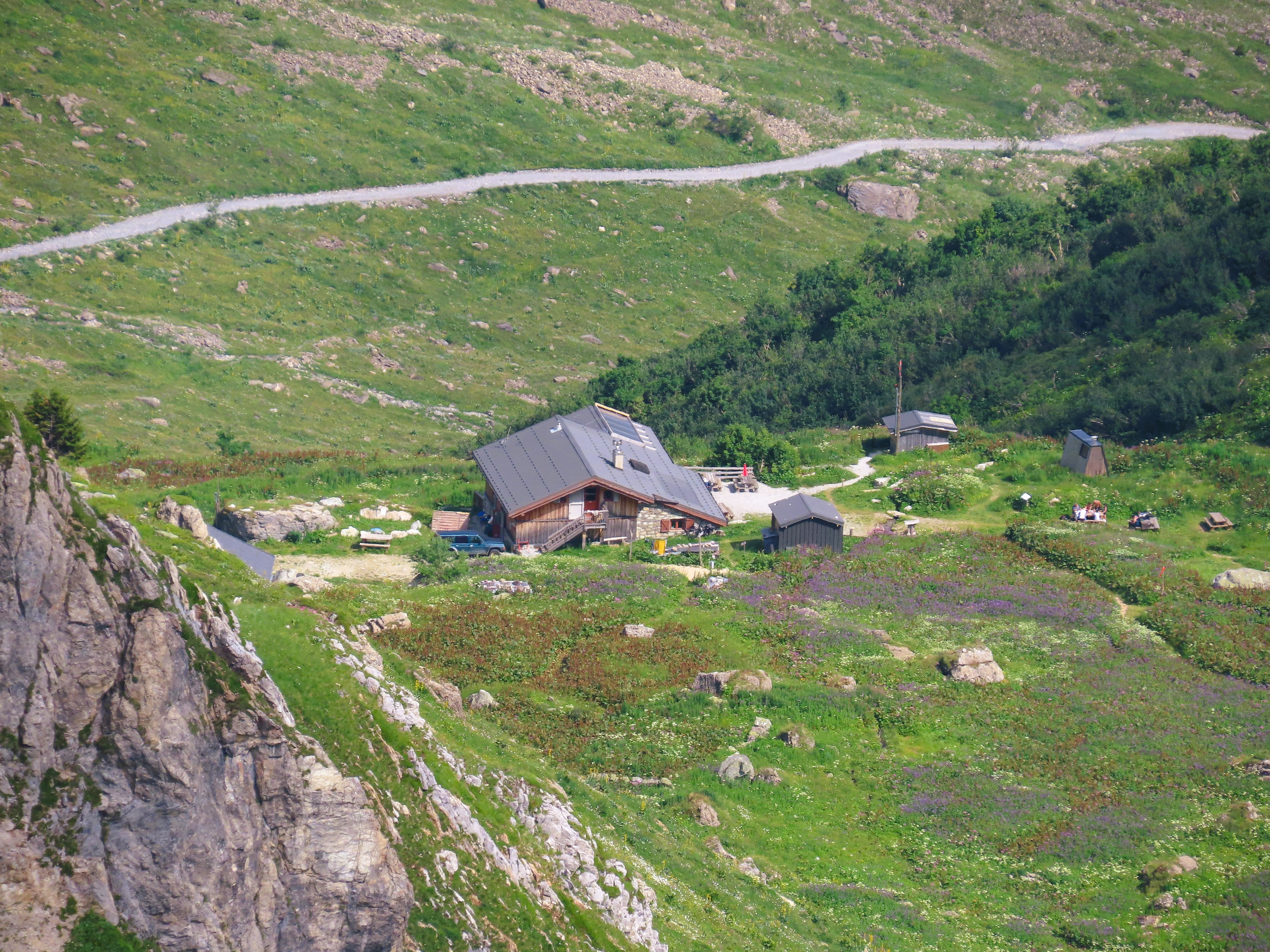
Vue du refuge depuis le Passeur de la Mintaz au nord-ouest.